# Bitva u Nedao
Bitva u Nedao se odehrála v roce 454 v Panonii u řeky Nedao na dnes neznámém místě mezi Huny a koalicí germánských kmenů Gepidů, Rugiů, Herulů, Svébů a snad i Skirů a Ostrogótů. Všichni tito Germáni byli bývalí vazalové Hunů. Hunové v této bitvě byli poraženi. Tato porážka pravděpodobně znamenala následný definitivní zánik hunské říše.
Po smrti mocného hunského vládce Attily v roce 453 ztratila říše Hunů svou soudržnost, protože mezi syny zesnulého Attily nastal boj o vládu nad říší, tím se jednota Hunů tříštila. Germánské kmeny, které byly vazaly Hunů, z této situace chtěly vytěžit a získat na Hunech nezávislost. Po sjednocení germánských kmenů se vedení koalice ujal Ardarich, král Gepidů, kdysi hlavní Attilův poradce. Do čela Hunů se postavil jejich král, Attilův syn Ellak. Germánské kmeny se s Huny střetly v Panonii u řeky Nedao v roce 454. Je pravděpodobné, že germánské kmeny podporoval východořímský císař Marcianus. Hunové v této bitvě byli poraženi a jejich vůdce Ellak zabit. Tato porážka pravděpodobně znamenala následný definitivní zánik hunské říše.
Informace o této bitvě se dochovaly zásluhou knihy gótského historika Jordanese De origine actibusque Getarum, kterou sepsal v 6. století na základě dochovaných zbytků Cassiodorových dějin Gótů. Místo, kde se v Panonii bitva odehrála, je dnes neznámé. Naposledy se pokusil místo bitvy identifikovat rakouský historik Otto John Maenchen-Helfen. Podle všech jemu dostupných informací za pravděpodobné místo bitvy určil blíže neznámý přítok řeky Sávy v jižní Panonii.
Vládu po Ellakovi převzal jeho bratr Dengizich, který Huny zreorganizoval a vedl do boje na východ proti východořímské říši, kde roku 469 byl poražen a zabit v Thrákii. Po jeho smrti Hunové mizí z historie, patrně se smísili s jinými etnickými skupinami, jako např. Protobulhary.

## Pokusy o lokalizaci
- 1862 – řeka Nitra (Eduard von Wietersheim)[7]
- 1915 – neznámá vodní plocha poblíž města Orjachovo na Dunaji (Gančo Cenov)[8]
- 1963 – řeka Litava (Leitha) u Neziderského jezera (Herbert Mitscha-Märheim,[9] 1964 Walter Steinhauser)[10]
- 1973 – neznámý přítok Sávy (Otto John Maenchen-Helfen)